# Othotylus taxodii
Othotylus taxodii är en insektsart som beskrevs av Knight 1925. Othotylus taxodii ingår i släktet Othotylus och familjen ängsskinnbaggar. Inga underarter finns listade i Catalogue of Life.